# Poseidon for UML
Poseidon for UML ist ein in Java geschriebenes, proprietäres und plattformunabhängiges UML-Werkzeug (CASE-Tool) zur Beschreibung, Modellierung und Simulation (Letzteres erst in einer künftigen Ausbaustufe) von (Software-)Systemen und zur Codegenerierung. Es entstammt dem freien ArgoUML-Projekt, welches wegen Mangel an Entwicklern im Funktionsumfang geringer ausfällt (etwa UML 1.4 statt UML 2 Kompatibilität).

## Eigenschaften von Poseidon for UML
Das Programm ist kompatibel zum UML-Standard Version 2. Grafisch erstellte Designs/Software-Architekturen(-Modelle) können in Programm-Code für die gängigsten Programmiersprachen umgesetzt werden; umgekehrt ist vorhandener Programm-Code automatisch in ein grafisches Design/Software-Architektur(-Modell) rückübertragbar (Reverse Engineering).

## Zur Code-Generierung unterstützte Sprachen
- Java
- VBScript
- C++
- C#
- SQL
- PHP
- Delphi